# Lingbei, Yudu
Lingbei är en köpinghuvudort i Kina. Den ligger i provinsen Jiangxi, i den sydöstra delen av landet, omkring 300 kilometer söder om provinshuvudstaden Nanchang. Antalet invånare är 48 409. Befolkningen består av 24 849 kvinnor och 23 560 män. Barn under 15 år utgör 31 %, vuxna 15-64 år 59 %, och äldre över 65 år 8,0 %.
Runt Lingbei är det tätbefolkat, med 257 invånare per kvadratkilometer. Närmaste större samhälle är Zishan, 12,5 km sydost om Lingbei. I omgivningarna runt Lingbei växer huvudsakligen savannskog.
Genomsnittlig årsnederbörd är 2 051 millimeter. Den regnigaste månaden är maj, med i genomsnitt 345 mm nederbörd, och den torraste är oktober, med 23 mm nederbörd.